# Ewing (Nebraska)
Ewing es una villa ubicada en el condado de Holt en el estado estadounidense de Nebraska. En el Censo de 2010 tenía una población de 387 habitantes y una densidad poblacional de 335,03 personas por km².

## Geografía
Ewing se encuentra ubicada en las coordenadas 42°15′34″N 98°20′38″O / 42.25944, -98.34389. Según la Oficina del Censo de los Estados Unidos, Ewing tiene una superficie total de 1.16 km², de la cual 1.16 km² corresponden a tierra firme y (0%) 0 km² es agua.

## Demografía
Según el censo de 2010, había 387 personas residiendo en Ewing. La densidad de población era de 335,03 hab./km². De los 387 habitantes, Ewing estaba compuesto por el 99.48% blancos, el 0% eran afroamericanos, el 0% eran amerindios, el 0% eran asiáticos, el 0% eran isleños del Pacífico, el 0% eran de otras razas y el 0.52% pertenecían a dos o más razas. Del total de la población el 0% eran hispanos o latinos de cualquier raza.